# Arthur Upham Pope
Arthur Upham Pope (1881. – 1969.) je američki arheolog i povjesničar iranske umjetnosti.

## Rani život
Rođen je u Phoenixu na Rhode Islandu, a diplomirao je na akademiji Worcester 1899. godine. Podučavao je na fakultetu Amherst i na Kalifornijskom sveučilištu. Godine 1920. oženio se kolegicom Phyllis Ackerman, povjesničarkom perzijske umjetnosti. Pope je 1923. imenovan direktorom kalifornijske palače legije časti. Dvije godine kasnije, otišao je u Iran gdje se bavio znanstvenim istraživanjem i služio je kao savjetnik iranskoj vladi. Putovao je svijetom i održavao je predavanja i izložbe na temu perzijske umjetnosti. Od 1925. do 1927. Pope i Ackerman bili su glavni projektanti hotela Ahwahnee u američkom nacionalnom parku Yosemite. Godine 1930. Pope je napisao „Vodič perzijske umjetnosti“. Četiri godine kasnije, zaposlio je popularnog povjesničara islamske umjetnosti Richard Ettinghausena. Međunarodno društvo iranske umjetnosti imenovalo je Popea predsjednikom 1960. godine.

## Značaj
Arthur Upham Pope i njegova žena bili su pioniri u istraživanju azijske umjetnosti, najviše na području perzijske umjetosti, baštine, povijesti i kulture, odnosno njihovih odnosa. Njihovi napori 1925. godine doveli su do osnivanja Američkog instituta za perzijsku umjetnost i arheologiju u New Yorku koji je kasnije imenovan „Azijskim institutom“, na kojem se proučavao njihov jedinstven rad što uključuje istraživanja, publikacije, izložbe i stručna predavanja. Arthuru Popeu se često pripisuje oživljavanje slavne iranske prošlosti, a njegovim djelima i govorima služio se i general Reza-šah.

## Život u Iranu
Godine 1964. za vrijeme posjeta Iranu, profesor Arthur Pope i dr. Ackerman službeno su pozvani da se presele na Azijski institut u Širazu kao neovisni istraživači, a ponuđen im je smještaj u Narenjestanu, predivnom predjelu Ghavam ol-Molk Širaza. Prihvatili su ovu velikodušnu ponudu, i sljedećih mjeseci su organizirali selidbu i organizaciju rada što je rezultiralo njihovim trajnim boravkom u Iranu od 1966. godine.
Profesor Arthur Pope i dr. Ackerman proveli su svoje zadnje dane u Iranu sve do njihove smrti, nakon čega su im izgradili prekrasan mauzolej na obalama rijeke Zayandeh u voljenom Popeovom gradu Isfahanu. Ova jedinstvena posveta za dvoje američkih pionira perzijskih studija bila je odgovor na njihov priznati rad o iranskoj umjetnosti, ljepoti i baštini. Nakon njihove smrti napravljena je i biografija pod nazivom „Učenjaci perzijske umjetnosti: dokumentirana biografija o Arthuru Uphamu Popeu i Phyllis Ackerman“ (Surveyors of Persian Art: A Documentary Biography of Arthur Upham Pope & Phyllis Ackerman) koju potpisuju Jay Gluck, Noël Siver i Sumi HIramoto Gluck.

## Radovi
- „Perzijska arhitektura“ (Persian Architecture), London (1965.)
- „Elaborat perzijske umjetnosti od pretpovijesti do danas“ (A Survey of Persian Art from Prehistoric Times to the Present), Izdavač: Charles Scribner’s Sons, New York (1931.)

## Galerija
- „Dom Ghavam“ u Širazu, gdje je osnovan Azijski institut na sveučilištu u Širazu
- Mauzolej Arthura Popea i njegove žene Phyllis Ackerman u Isfahanu
- Nadgrobna ploča u mauzoleju Pope-Ackerman

## Poveznice
- Henri Stierlin
- Franz Stolze
- Sir Thomas Herbert
- Jean Thévenot
- Jean Chardin
- Eugene Flandin
- Pascal Coste
- Charles Chipiez

## Vanjske poveznice
- Dokumenti o Arthuru Popeu
- Mauzolej Arthura Uphama Popea  Arhivirana inačica izvorne stranice od 26. listopada 2012. (Wayback Machine)
- Arthur Upham Pope (Iranica enciklopedija)  Arhivirana inačica izvorne stranice od 8. lipnja 2009. (Wayback Machine)